# Hakon Stephensen
Hakon Læssøe Stephensen (28. maj 1900 i København – 5. marts 1986 i København) var en dansk arkitekt, journalist og forfatter. Han var bror til arkitekten Magnus Stephensen.

## Liv
Han var søn af politiinspektør, senere dommer Karl Emil Stephani Stephensen og Emmy Frijs Læssøe. Han gik på Kunstakademiets Arkitektskole 1917-20, blev murersvend 1921 og gik på Teknisk Skole i København 1919-23. Stephensen blev gift 20. marts 1931 i Tårbæk med Valborg Victoria Birkland (1. juni 1901 på Frederiksberg – 6. januar 1993 i Ordrup), datter af bagermester Niels B. og Hilda Magnusson. Han er begravet i de ukendtes grav på Mariebjerg Kirkegård i Gentofte.

## Arkitekt og redaktør
Hakon Stephensen var som arkitekt medarbejder hos Poul Henningsen (PH) 1923-27. Han udstillede på Snedkerlaugets møbeludstilling, Kunstindustrimuseet 1935.
Fra 1924 skrev han om arkitektur i dagbladet Politiken og var siden også redaktør af At Tænke Sig fra og med 1932. Han var medlem af bladhusets chefredaktion 1946-62. Han drev et selvstændigt arkitekt- og konsulentfirma fra 1962 og skrev mange bøger, særligt erindringer og biografier relateret til dansk arkitektur.
Han var også redaktør af Bygmesteren 1925-27, medlem af Journalistforeningens seniorat 1936 og af bestyrelsen for Dansk Journalistforbund 1938, af bestyrelsen og forretningsudvalget for Frihedsfonden 1945-70, af byggeudvalget for 4. Maj Kollegierne, af bestyrelsen for Den Sociale Højskole 1947-67 og sad i bedømmelseskomiteen for Træprisen i 1958. Han var en af ophavsmændene til ideen om at anvende Frihedsfondens midler til at bygge 4. maj-kollegier.
Han modtog Københavns Snedkerlaugs Årspræmie 1966, Danmarks Naturfredningsforenings Årspræmie 1975, Træer og Miljøfondens Pris 1976, Danske Arkitekters Landsforbunds arkitekturpris 1983 og Frihedskampens Veteraners hædersbevisning 1983. Han var æresmedlem af Marstal Skipperforening.

## Bygninger
- Beboelsesejendom, Krusågade 3-9, København (1927, sammen med Poul Henningsen).
- Forskellige enfamiliehuse i Husum.

### Konkurrencer
- Enfamiliehuse i tegl (1957, indkøbt, sammen med Per Christiansen).
- Industriens Hus m.m. (1965, indkøbt, sammen med FDB Arkitektkontor og Klaaborg, Lindholdt & Moos).
- Dispositionsplan for øen Ven (1967, indkøbt, sammen med samme).

## Skriftlige arbejder
- Båden der voksede, 1963
- Breve fra Åen, 1965
- Makrelsmeden, 1967
- Mod et nyt årtusinde, 1967
- Gurine, 1967
- Næste sommer, 1968
- Sådan var det, 1974
- 1000 år blandt slægt og venner, 1975
- Carl den røde, 1976
- Arkitekten Thorkild Henningsen, 1978
- 4. Maj Kollegierne, 1979
- Bogen om Calle. Arkitekten Carl Petersen der tegnede Faaborg Museum og skabte en epoke i dansk bygningskunst, 1979
- Færdig med to gange fyrre, 1980
- Den litterære serviet, 1983